# Kamenski Šeovci
Kamenski Šeovci es una localidad de Croacia en el ejido de Brestovac, condado de Požega-Eslavonia.

## Geografía
Se encuentra a una altitud de 371 m s. n. m. a 175 km de la capital nacional, Zagreb.

## Demografía
En el censo 2011 el total de población de la localidad fue de 0 habitantes.
| Gráfica de población de Kamenski Šeovci 1857-2011                   |
|                                                                     |
| Según los censos de población de la oficina estadística de Croacia. |